# Walesa, l'esperança d'un poble
Walesa, l'esperança d'un poble (polonès: Wałęsa. Człowiek z nadziei) és una pel·lícula biogràfica polonesa del 2013 dirigida per Andrzej Wajda, protagonitzada per Robert Więckiewicz com a Lech Wałęsa. Wajda va declarar al Festival Internacional de Cinema Independent Off Camera de Cracòvia l'abril de 2012 que va preveure problemes després de l'estrena de la pel·lícula. La pel·lícula va ser seleccionada com a candidata polonesa a l'Oscar a la millor pel·lícula de parla no anglesa a la 86a edició dels premis, però no va ser nominada. S'ha doblat al català.